# Marcus Lindberg

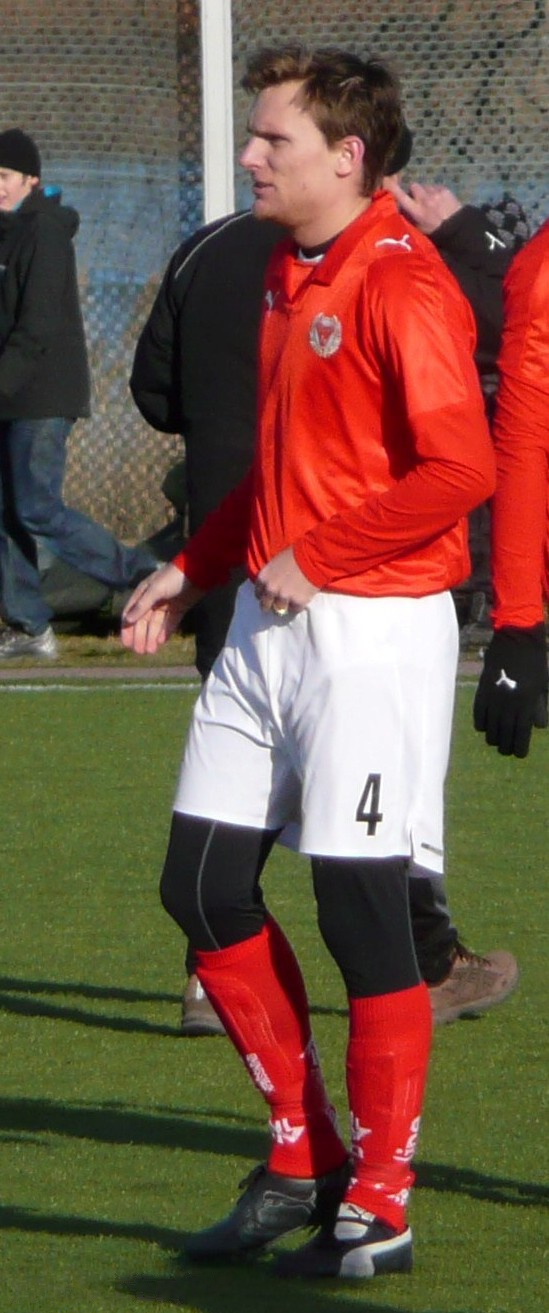
Lindberg beim Training mit Kalmar FF im Februar 2008

Marcus Lindberg (* 31. August 1980) ist ein schwedischer Fußballspieler. Der Innenverteidiger wurde in der Spielzeit 2008 schwedischer Meister mit Kalmar FF. 

## Werdegang

### Vereinskarriere
Lindberg spielte in der Jugend zunächst bei Kågeröds BOIF. 1995 wechselte er in die Jugend von Helsingborgs IF, wo er später in der Allsvenskan debütierte. 2005 verließ er den Verein, da er sich nicht durchsetzen konnte und kaum zum Einsatz kam. Sein neuer Arbeitgeber wurde der Zweitligist Mjällby AIF, wo er sich in der Abwehr einen Stammplatz erkämpfen konnte. Nach Ende der Spielzeit 2007 wurde sein Wechsel zum Pokalsieger und Vizemeister Kalmar FF bekannt. Dort konnte er sich in der Innenverteidigung etablieren und am Saisonende den Lennart-Johansson-Pokal für den schwedischen Meister erringen.
Nachdem Lindberg zwischenzeitlich unter Trainer Nanne Bergstrand lediglich zu den Ergänzungsspielern bei Kalmar FF gehört hatte, machte er sich Ende 2010 auf die Suche nach einem neuen Verein. Im Dezember des Jahres vereinbarte er mit dem Zweitligisten Ängelholms FF einen Drei-Jahres-Kontrakt. Mit dem Klub belegte er am Ende der Zweitliga-Spielzeit 2011 den dritten Tabellenplatz der Superettan, der zur Teilnahme an den Relegationsspielen zur Allsvenskan berechtigte. Dort traf er mit der Mannschaft um Sebastian Andersson, Mikael Dahlgren und Jakob Augustsson auf Syrianska FC. Nach einem 2:1-Heimerfolg im Hinspiel endete das Rückspiel mit einer 1:3-Niederlage durch ein Eigentor in der Nachspielzeit, Lindberg war im Rückspiel in der 81. Spielminute des Feldes verweisen worden.

### Nationalmannschaft
Lindberg durchlief mehrere Jugendauswahlen in Schweden. Am 31. Januar 2001 kam er zu seinem ersten Einsatz im Jersey der A-Nationalmannschaft, als er beim 0:0-Unentschieden gegen die färöische Auswahl in der 20. Spielminute für Fredrik Karlsson eingewechselt wurde. Die Mannschaft bestand hauptsächlich aus Debütanten wie Zlatan Ibrahimović oder Christian Wilhelmsson. Einen Tag später bestritt er sein zweites Länderspiel: Die sechs Spielminuten nach seiner Einwechslung für Martin Ulander in der 84. Spielminute bei der 0:1-Niederlage gegen Finnland waren zugleich sein letzter Einsatz in der Auswahl.